# Jordi Escoda Solé
Jordi Escoda Solé (Reus, 1968 - 6 d'agost de 2020) fou cuiner, professor i periodista especialment vinculat al sector de la comunicació reusenc.
Entre el juny del 1993 i el desembre del 2012 va ser presentador, cap i director de diversos programes com Peixateries Velles, Responsabilitat compartida, Cartellera, Arsmusicae o Estudi Barroc. Fou cap de programes de l’emissora Punt 6 Ràdio de Reus (2000-2013), successora de Ràdio Music Club i precursora de LaNova Ràdio, on va continuar sent la veu de diversos programes.
Entre el setembre del 2006 i el juliol del 2011 va treballar com a coordinador d’activitats audiovisuals a l’Ajuntament de Reus. Al llarg del setembre del 2009 i fins al juny del 2012 va ser codirector i productor del programa Reus a prop. Durant el 2010 i el 2011 va ser el productor i el realitzador de Mestres, professors i altres educadors, una iniciativa en què s'emetien entrevistes curtes en format vídeo a docents que compartien la seva experiència i els neguits amb què es trobaven durant el dia a dia.
Entre el febrer i el juliol de 2013, fou director del pòdcast La Tertúlia de Reus de delCamp.cat, ara Tarragonadigital.com i l’any 2014 va ser fundador del projecte i director de Ràdio Ciutat Reus, actualment BXC Ràdio.
Ha participat en programes com Les Veus del Mestral, Què Mengem o Salut i Alimentació on col·laborava amb la nutricionista i dietista, Marta Peroy. També ha format part als programes Carrer Major i La Plaça de Baix Camp Ràdio, en què es parlava d’actualitat reusenca.
Va publicar Memòria històrica d’un reusenc. La transició (Editorial Cossetània, 2007).
Es va dedicar al món de la comunicació, però també posseïa una afició per la gastronomia que va expressar a través de les seves xarxes socials.
A més a més, la seva tasca destaca per la implicació en el món cultural de la seva ciutat natal, així com en iniciatives per la defensa dels drets i les llibertats, tal com valoren des del col·lectiu LGTBI+ del Camp de Tarragona H2O, que el 2007 va atorgar la menció honorífica Ploma Daurada.